# Zuñac
Zuñac ist eine Ortschaft und eine Parroquia rural („ländliches Kirchspiel“) im Kanton Morona der ecuadorianischen Provinz Morona Santiago. Die Parroquia besitzt eine Fläche von 621,19 km². Beim Zensus 2010 wurden 223 Einwohner gezählt. Die Bevölkerung besteht aus 85 Prozent Mestizen sowie aus 14,8 Prozent Indigenen.

## Lage
Die Parroquia Zuñac liegt an der Ostflanke der Cordillera Real. Das Gebiet liegt in Höhen zwischen 1800 m und 4600 m. Entlang der westlichen Verwaltungsgrenze verläuft der Hauptkamm der Cordillera Real. Im Süden wird das Verwaltungsgebiet vom Flusslauf des Río Abanico begrenzt. Im Norden reicht das Areal bis etwa 5 km an den Vulkan Sangay heran. Der Río Upano entspringt im Westen der Parroquia und entwässert einen Großteil davon nach Osten. Der etwa 2220 m hoch gelegene Hauptort Zuñac, auch als San Vicente de Zuñac bekannt, befindet sich am rechten Flussufer des Río Upano knapp 30 km westnordwestlich der Provinzhauptstadt Macas. Die Fernstraße E46 (Macas–Guamote) führt an Zuñac vorbei.
Die Parroquia Zuñac grenzt im Norden an den Kanton Pablo Sexto und an die Parroquia Sinaí, im Osten an die Parroquia Alshi 9 de Octubre, im Süden an die Parroquia Río Blanco sowie im Westen an die Provinz Chimborazo mit den Parroquias Achupallas (Kanton Alausí) und Cebadas (Kanton Guamote).

## Orte und Siedlungen
Neben dem Hauptort gibt es noch eine weitere Comunidad: Tinguichaca.

## Geschichte
Die Parroquia Zuñac wurde am 19. August 1925 gegründet (Registro Oficial N° 33).

## Ökologie
Etwa 88 Prozent der Fläche der Parroquia liegen innerhalb des Nationalparks Sangay.